# Angelo Moreschi
Angelo Moreschi S.D.B. (1952 - 2020) là một giám mục người Ý của Giáo hội Công giáo Rôma. Ông từng đảm trách vai trò Đại diện Tông Tòa Tiên khởi Hạt Đại diện Tông Tòa Gambella, Ethiopia. Trước đó, ông từng đảm nhận vai trò Phủ doãn Tông Tòa đầu tiên và duy nhất của Hạt Phủ doãn Tông Tòa Gambella.

## Tu tập và thời linh mục
Giám mục Angelo Moreschi sinh ngày 13 tháng 6 năm 1952 tại Nave, thuộc Giáo phận Brescia, Ý. Ông thực hiện nghi thức khấn tạm vào ngày 1 tháng 9 năm 1974, gia nhập Dòng Salêdiêng Don Bosco và chính thức thực hiện nghi thức vĩnh khấn vào ngà 15 tháng 8 năm 1980. Sau quá trình tu học, tu sĩ Moreschi được truyền chức linh mục ngày 2 tháng 10 năm 1982, ở tuổi 30. Nghi thức truyền chức được cử hành tại Brescia, Giáo phận Brescia. Ông là linh mục thuộc dòng Salêdiêng Don Bosco. Sau khi được thụ phong chức linh mục, ông được cử đến Ethiopia trong vai trò một nhà truyền giáo. Ông cập bến Dilla, Ethiopia vào năm 1983, tiếp tục sứ mạng truyền giáo đã có tại vùng đất này từ năm 1973. Linh mục Moreschi thúc đẩy nhiều cải tiến mục vụ: mở trường dạy nghề, trung học và trại trẻ mồ côi và các dự án nông nghiệp. Về công tác mục vụ giáo xứ, ông cho khởi công xây dựng nhiều nhà nguyện, giúp gia tăng giáo dân và các giáo lý viên trong vùng.
Trong thời kỳ linh mục, Moreschi là thành viên Hội đồng Quản lý Châu Phi, Phó quản lý khu vực Ethiopia-Eritrea và linh mục chính xứ Dilla. Ngày 16 tháng 11 năm 2000, Tòa Thánh bổ nhiệm linh mục Angelo Moreschi làm Phủ doãn Tông Tòa Hạt Phủ doãn Tông Tòa Gambella. Trong thời kỳ này, ông từng đi chuyến viếng thăm Ad Limina vào năm 2005.

## Giám mục
Cùng với việc nâng Hạt Phủ doãn Tông Tòa Gambella lên hàng Hạt Đại diện Tông Tòa, ngày 5 tháng 12 năm 2009, linh mục Angelo Moreschi được bổ nhiệm làm Giám mục Hiệu tòa Elephantaria in Mauretania, chức vị Đại diện Tông Tòa Hạt Đại diện Tông Tòa Gambella, Ethiopia. Lễ tấn phong cho vị tân giám mục được cử hành ngày 31 tháng 1 năm 2010 tại Thánh đường Gambella, Hạt Đại diện Tông Tòa Gambella. Nghi thức truyền chức được cử hành bởi Tổng giám mục Berhaneyesus Demerew Souraphiel, C.M., Tổng giám mục Tổng giáo phận Addis Abeba (nghi lễ Ethiopia) và hai vị phụ phong, gồm Giám mục Giáo phận Adigrat (nghi lễ Ethiopia) Tesfasellassie Medhin và giám mục Lorenzo Ceresoli, M.C.C.I., Đại diện Tông Tòa Hạt Đại diện Tông Tòa Awasa, Ethiopia. Tháng 5 năm 2014, ông thực hiện chuyến viếng thăm Ad Limina lần đầu với tư cách giám mục. Hạt Đại diện được trao cho tân giám mục là một khu vực nghèo nàn, kém phát triển ở phía Tây Ethiopia, giáp với Nam Sudan. Nơi đây có nhiều bất ổn về dân tộc và xã hội, nghèo đói và thiếu cơ sở hạ tầng.
Giám mục Angelo Moreschi dành nhiều thời gian và công sức để hỗ trợ dân cư trong vùng Gambella, không phân biện tôn giáo, chủng tộc hay văn hóa. Chính vì sự cống hiến của ông, Giáo hội Công giáo đã thành lập nhiều giáo xứ và nhà nguyện trong khu vực. Sứ thần Tòa Thánh Silvano Maria Tomai nhận định sự xuất hiện của linh mục Moreschi đã đánh dấu sự phát triển của Giáo hội Công giáo tại Gambella, theo phương pháp: thúc đẩy nông nghiệp và sản xuất lương thực, phát triển làng xã và truyền giáo. Giám mục Moreschi, được giáo dân quen gọi là Abba - Cha được biết đến ở Ethiopia vì công tác mục vụ tập trung vào người khó khăn và người trẻ. Ông được giáo dân nhớ đến qua các chuyến viếng thăm mục vụ trong chiếc SUV móp méo hoặc đến thăm bằng thuyền máy đến các ngôi làng dọc sông Baro khi xảy ra ngập lụt và phát quà bánh cho trẻ em bị suy dinh dưỡng. Ngoài ra, ông còn là tác nhân hỗ trợ hòa giải giữa các bộ lạc, tổ chức hỗ trợ cho nhửng người tị nạn đến từ Nam Sudan và đưa các linh mục đến với những vùng xa xội hẻo lánh.
Giám mục Moreschi bị tiểu đường và từng bị cắt bỏ một chân. Vì lý do sức khỏe, Giám mục Angelo Moreschi trở về quê nhà Ý để chăm sóc sức khỏe và ông đã nằm viện trong một thời gian ngắn. Sau đó, ông được xác nhận dương tính với Covid-19. Ông mong muốn được dành những ngày cuối đời ở Ethiopia tuy vậy không thể thực hiện mong muốn này. Giám mục Angelo Moreschi qua đời ngày 25 tháng 3 năm 2020 do bị nhiễm Covid-19 tại Spedali Civili, Brescia, Giáo phận Brescia, Ý. Thi hài ông được an táng tại Nghĩa trang Nave, Giáo phận Brescia. Ông là giám mục Công giáo đầu tiên qua đời do mắc Covid-19.